# Taça Latina de 1959
A Taça Latina de 1959 foi a 4.ª edição da Taça Latina e a última edição da 1.ª série, tendo Portugal conquistado o triunfo na 4.ª edição bem como na 1.ª Série (vitória em 1957 e 1959).
| País     | J | V | E | D | GM | GS | DG  | Pts |
| -------- | - | - | - | - | -- | -- | --- | --- |
| Portugal | 3 | 3 | 0 | 0 | 23 | 3  | 20  | 6   |
| Espanha  | 3 | 2 | 0 | 1 | 16 | 7  | 9   | 4   |
| Itália   | 3 | 1 | 0 | 2 | 11 | 9  | 2   | 2   |
| França   | 3 | 0 | 0 | 3 | 1  | 32 | -31 | 0   |

|          | Portugal | Espanha | Itália | França |
| -------- | -------- | ------- | ------ | ------ |
| Portugal |          | 6-1     | 5-2    | 12-0   |
| Espanha  |          |         | 3-1    | 12-0   |
| Itália   |          |         |        | 8-1    |
| França   |          |         |        |        |